# Naches
Naches è un comune degli Stati Uniti d'America, situato nello Stato di Washington, nella Contea di Yakima.